# کیم جائه-هوان
کیم جائه-هوان (انگلیسی: Kim Jae-hwan؛ زادهٔ ۸ فوریهٔ ۱۹۶۶) بازیکن هندبال اهل کره جنوبی بود.
از افتخارات وی میتوان به کسب مدال نقره در بازی‌های المپیک تابستانی ۱۹۸۸ اشاره‌کرد.